# Championnat de Tunisie de football 1965-1966
Navigation
Saison précédente Saison suivante
La saison 1965-1966 du Championnat de Tunisie de football était la 11e édition de la première division tunisienne à poule unique, la Ligue Professionnelle 1. Les 12 meilleurs clubs tunisiens jouent les uns contre les autres à deux reprises durant la saison, à domicile et à l'extérieur. En fin de saison, les 2 derniers du classement sont relégués et remplacés par les 2 meilleurs clubs de Ligue Professionnelle 2.
C'est l'Étoile sportive du Sahel qui remporte le titre de champion de Tunisie, en terminant en tête du championnat, en devançant de 9 points le CS sfaxien et de 10 points l'Avenir sportif de La Marsa. Il s'agit du 4e de champion de l'histoire du club. Le tenant du titre, le Stade tunisien ne termine qu'à la 4e place, à 10 points de l'Espérance mais remporte un nouveau trophée, avec sa victoire en Coupe de Tunisie face à l'Avenir sportif de La Marsa, une nouvelle fois battu en finale.

## Les 12 clubs participants
| - Sfax railway sport - Club Sportif de Hammam-Lif - Club africain - Espérance sportive de Tunis - Étoile sportive du Sahel - CA bizertin | - Stade soussien - Stade tunisien - CS sfaxien - En Nadi Ahly Mateur - Avenir sportif de La Marsa - Club olympique des transports - Promu de LP2 |

## Compétition

### Classement
Le barème de points servant à établir le classement se décompose ainsi :
- Victoire : 3 points
- Match nul : 2 points
- Défaite : 1 point

| Rang | Équipe                            | Pts | J  | G  | N  | P  | Bp | Bc | Diff |
| ---- | --------------------------------- | --- | -- | -- | -- | -- | -- | -- | ---- |
| 1    | Étoile sportive du Sahel          | 58  | 22 | 15 | 6  | 1  | 53 | 19 | +34  |
| 2    | CS sfaxien                        | 49  | 22 | 11 | 5  | 6  | 39 | 23 | +16  |
| 3    | Avenir sportif de La Marsa        | 48  | 22 | 9  | 8  | 5  | 34 | 23 | +11  |
| 4    | Stade tunisien (T) (C)            | 48  | 22 | 10 | 6  | 6  | 31 | 21 | +10  |
| 5    | Espérance sportive de Tunis       | 47  | 22 | 9  | 7  | 6  | 18 | 14 | +4   |
| 6    | Club Africain                     | 45  | 22 | 5  | 13 | 4  | 27 | 22 | +5   |
| 7    | Sfax railway sport                | 44  | 22 | 9  | 4  | 9  | 27 | 26 | +1   |
| 8    | Stade soussien                    | 43  | 22 | 7  | 7  | 8  | 19 | 20 | -1   |
| 9    | CA bizertin                       | 41  | 22 | 6  | 7  | 9  | 23 | 25 | -2   |
| 10   | Club Sportif de Hammam-Lif        | 41  | 22 | 6  | 7  | 9  | 16 | 24 | -8   |
| 11   | Club olympique des transports (P) | 38  | 22 | 5  | 6  | 11 | 27 | 38 | -11  |
| 12   | En Nadi Ahly Mateur               | 26  | 22 | 1  | 2  | 19 | 10 | 69 | -59  |

|  | Champion de Tunisie 1965-1966                                                                |
|  | Relégation directe en deuxième division                                                      |
|  | (T) Tenant du titre (C) Vainqueur de la Coupe de Tunisie (P) Club promu de deuxième division |

## Bilan de la saison
| Championnat de Tunisie de football 1965-1966 |                                     |
| Champion                                     | Étoile sportive du Sahel (4e titre) |
| Coupes et trophées                           |                                     |
| Vainqueur de la Coupe de Tunisie 1965-1966   | Stade tunisien                      |
| Promotions et relégations                    |                                     |
| Promus en Ligue Professionnelle 1            | Club sportif des cheminots          |
| Promus en Ligue Professionnelle 1            | Union sportive monastirienne        |
| Relégués en Ligue Professionnelle 2          | Club olympique des transports       |
| Relégués en Ligue Professionnelle 2          | En Nadi Ahly Mateur                 |